# Печать Гавайев
Печа́ть шта́та Гава́йи (англ. Seal of Hawaii) — один из официальных символов штата Гавайи, США.

## История
Печать штата Гавайи была официально принята в 1959 году 272 актом легислатуры территории Гавайи. Изображение печати штата основано на изображении печати территории. Изменения состояли в добавлении слов «Штат Гавайи» (англ. State of Hawaii) сверху и «1959» внутри круга. В свою очередь печать территории Гавайи содержала надпись «Территория Гавайи» (англ. Territory of Hawaii) наверху и «1900» (год создания правительства территории) внутри круга. Печать территории была официально принята в качестве символа в 1901 году легислатурой территории. Печать же республики Гавайи содержала слова «Республика Гавайи» (англ. Republic of Hawaii) наверху и «MDCCCXCIV» (число «1894» римскими цифрами) внутри круга. Число «1894» означало год основания республики. Печать республики была разработана геральдической палатой Великобритании, за основу был взят герб королевства Гавайи. 8 июня 1959 года, за полтора месяца до принятия 21 августа Гавайями официального статуса штата, положение об утверждении печати штата было принято законодателем территории и одобрено губернатором Уильямом Куинном.

## Описание
Печать является округлой, размером 2¾ дюймов (без малого 7 см) в диаметре. В печати используются тинктуры. В центре печати изображён щит, поделённый на четверти. Первая и четвёртая четверти содержат белые, красные и синие полосы с флага штата. Вторая и третья четверти на жёлтом фоне содержат капу (исторический свод законов и повседневных правил гавайцев), надетый на чёрное древко. В центре щита помещён небольшой щит зелёного цвета, внутри которого размещена пятиконечная жёлтая звезда. На левой стороне печати в величественной позе в натуральных цветах изображён король Камеамеа I, объединивший Гавайские острова в единое королевство. За основу его изображения взята статуя, стоящая перед зданием Алиолани-Хейл в Гонолулу. На правой стороне печати изображена богиня Свобода. В правой руке она держит слегка развевающийся флаг штата. По краям лучей восходящего солнца чёрным цветом нанесена надпись «1959». В кольце над надписью «1959» чёрным цветом нанесена надпись «State of Hawaii» («Штат Гавайи»). Внизу печати размещён девиз штата: «Ua Mau ke Ea o ka ʻĀina i ka Pono», что приблизительно означает «Жизнь страны увековечивается в справедливости». Внизу печати изображена смотрящая влево птица феникс с взмывшими над пламенем крыльями. Тело феникса изображено в чёрном цвете, а крылья — в жёлтом и тёмно-красном. Под щитом размещены восемь листьев таро, банановые листья и побеги адиантума, направленные вверх.

## Символика
- «1959» означает год принятия Гавайями статуса штата.
- Восходящее солнце — рождение нового штата.
- Король Камеамеа I и богиня Свобода — старый и новый предводители правительства.
- Восемь полос на двух четвертях щита — восемь главных островов.
- Свод указаний — символ силы и власти правительства.
- Звезда в центральном щите — пятидесятая звезда на флаге США.
- Феникс (символ смерти и возрождения) — переход от монархии к демократическому правлению.
- Таро, банановые листья и адиантум — типичные представители флоры Гавайских островов.